# Cubenx
 (avril 2012).
Cubenx, de son vrai nom Cesar Urbina, né le 18 décembre 1979 au Mexique, est un compositeur de musiques électroniques mexicain.

## Biographie
Cubenx commence sa carrière en déposant ses démos au pied de la porte du bureau du directeur de Static Discos (label indépendant mexicain). Quelques-uns de ces titres figurent sur The Cold Swells en 2008 sur Static Disco, une collection de titres sortis sur les net-labels, Synergy networks, Cyan et I need it.
À 27 ans, il est repéré au travers de son titre Glandula, par le label Infiné, alors encore à l’état de construction. Il sort alors quelques EP (Glandula en 2007 et Can’t throw a stone en 2008). Il voyage beaucoup et lors d’une escale entre New York et la Belgique, son iPod en mode shuffle se met à jouer On your own again de Scott Walker. C'est une ballade « chargée d´émotion » à laquelle il s’identifie spontanément. Cet événement marque le début de l´enregistrement de son album. On your own again sort en 2011, mélange de post-punk britannique, de shoegazing et de techno. L’album garde une teinte psychédélique. Il collabore avec le musicien et chanteur de Chicago, Alfredo Nogueira, un proche collaborateur de Telefon Tel Aviv, L’Altra et Apparat.
En décembre 2011, il réalise ses premiers concerts live en Europe (Paris, Rennes, Berlin, Barcelone).

## Discographie

### Albums
- 2011 : On Your Own Again (Infiné)
- 2015 : Elegiac (Infiné)

### Maxis
- 2006 : Sand (Need It Records)
- 2006 : Turquoise EP (Cyan Recs)
- 2007 : Drift (Static Discos)
- 2007 : Asleep (Synergy Networks)
- 2007 : Glandula (Infiné)
- 2008 : Can't Throw A Stone (Infiné)
- 2008 : The Cold Swells (Static Discos)
- 2011 : Wait & See (Infiné)
- 2014 : Mercurial (Infiné)

### Participations
- 2007 : Fax - Paracaidas Remixes (Static Discos)
- 2007 : Various Artist - Find the girl! (Abolipop)
- 2007 : Kudu - Nanotaps (Mixotic)
- 2007 : In Vitro - Caminando Por El Cerro (Mixotic)
- 2008 : Various Artists - Safety Stock (Static Discos)
- 2008 : Pinto - Hecho En Mexico II (Elëfant)
- 2009 : Various Artists - Submerge (Meerestief Records)
- 2009 : Aufgang - Channel 7 (Infiné)
- 2010 : Sinner DC - Crystal (Ai Records)
- 2010 : Various Artists - Introducing Infiné (Infiné)
- 2010 : Various Artists - Balance Unreleased (Infiné)
- 2012 : Various Artists - Residual Stock (Static Discos)